# Wiebe Pitlo
Wiebe Pitlo (Rijswijk, 23 november 1938) is een Nederlands politicus van de VVD.
Zijn vader was melkboer en zelf trad hij aanvankelijk in de voetsporen van zijn vader. Na de mulo behaalde hij het middenstandsdiploma en daarna het vakdiploma kruidenier. Na in het familiebedrijf gewerkt te hebben, heeft Pitlo onder meer gewerkt bij Nutricia en Felix-Bonzo voor hij in 1971 ging werken bij CPC Nederland (CPC stond voor 'Corn Products Company'; later hernoemd in BestFoods en tegenwoordig onderdeel van Unilever). Bij dit voedingsmiddelenconcern dat destijds bekend was van de Knorr-producten, begon Pitlo als districts-verkoopleider, daarna was hij algemeen verkoopleider en later divisie-manager. Daarnaast was hij actief binnen de lokale politiek. Zo werd hij in 1975 voorzitter van de VVD-afdeling Hoogeveen en in 1978 werd hij in die gemeente raadslid en meteen ook VVD-fractievoorzitter. Op 1 januari 1984 volgde zijn benoeming tot burgemeester van de op die datum gevormde gemeente Gaasterland-Sloten (aanvankelijk gemeente Gaasterland en later officieel Gaasterlân-Sleat) wat hij zou blijven tot hij in december 2003 met pensioen ging.